# ریوزو کیتاجیما
ریوزو کیتاجیما (انگلیسی: Ryuzo Kitajima؛ زادهٔ ۲۳ اکتبر ۱۹۸۵) سوارکار اهل ژاپن است.
وی در مسابقات کشوری و بین‌المللی در مجموع برندهٔ ۱ مدال طلا، ۱ مدال نقره، ۱ مدال برنز شده است.